# Kanton Le Beausset
Kanton Le Beausset (fr. Canton du Beausset) je francouzský kanton v departementu Var v regionu Provence-Alpes-Côte d'Azur. Tvoří ho šest obcí.

## Obce kantonu
- Le Beausset
- La Cadière-d'Azur
- Le Castellet
- Riboux
- Saint-Cyr-sur-Mer
- Signes